# Andrea Bermond
Andrea Bermond Des Ambrois (Ivrea, 4 ottobre 1964) è un ex schermidore italiano, specializzato nella spada. Ha gareggiato nella spada a squadre alle Olimpiadi estive del 1988.

## Biografia
Andrea Bermond Des Ambrois ha cominciato da giovanissimo a far scherma nella società della sua città di nascita, Circolo Scherma Ivrea, presieduto allora dall'ex-olimpionico Giuseppe Delfino, sotto la guida del Maestro di scherma Pietro Gnisci.
Nel 1984, dopo l'ottima stagione nella Coppa del Mondo di scherma Under20, partecipa al mondiale di Leningrando 1984, l'attuale San Pietroburgo, venendo però eliminato al secondo turno della competizione. Allora non era inserita nel calendario delle gare la competizione a squadre.
Nel 1986 si aggiudicò il Campionato Italiano Assoluto individuale nella Spada, dando poi il suo contributo per la vittoria a squadre del Centro Sportivo Carabinieri. Nel 1990 vincerà ancora il titolo tricolore a squadre, sempre con il Centro Sportivo Carabinieri. Nel 1992 ancora protagonista della gara individuale, dove giunse al 3º posto. Nel 1993 sarà argento con la squadra.
Nel 1987 partecipa con la nazionale italiana alle Universiadi a Zagabria, vincendo la medaglia d'oro nella gara individuale nella quale batté in finale il compagno do squadra Stefano Pantano con il punteggio di 10-5. Pochi giorni dopo vincerà anche la medaglia d'oro del concorso a squadre. A Losanna venne convocato per il suo unico Campionato mondiale di scherma assoluto, venendo eliminato al primo turno di eliminazione diretta.
Nel 1988 partecipa alle Olimpiadi di Seul, convocato però solo per la gara a squadre. Bermond tirerà nell'assalto con la Corea del Sud vinto per 8-6, poi nella semifinale per la Repubblica Federale Tedesca per 7-8, quindi nella finale per il bronzo persa con l'Unione Sovietica solo per differenza stoccate. In quest'ultimo match Bermond batterà tre sovietici tra i quali anche l'astro nascente Pavel Kolobkov. La Nazionale terminerà al 4º posto la competizione.
Nel suo Palmares anche una Coppa del Mondo di scherma Under 20 conquistata nel 1984, ed una medaglia di bronzo conquistata con la squadra all'Universiade di Kōbe nel 1985. Nel 1993, rientrato nella sua società di origine, vinse il "Gran Premio Italia", circuito composto da tre gare nazionali assolute. Nel 2004 a Padova partecipa al suo ultimo Campionato Italiano Assoluto, classificandosi all'8º posto.

## Palmares
Universiadi
Individuale
- Oro nella spada a Zagabria 1987

A squadre
- Oro nella spada a Zagabria 1987
- Bronzo nella spada a Kōbe 1985

Campionati italiani
Individuale
- Oro nella spada nel 1986
- Bronzo nella spada a Foggia 1992

A squadre
- Oro nella spada nel 1986
- Oro nella spada nel 1990
- Argento nella spada a Livorno 1993